# Rosalina Riseu
Rosalina Riseu (* 19. September 1972) ist eine ehemalige indonesische Badmintonspielerin.

## Karriere
Rosalina Riseu gewann 1997 das Mixed bei den Vietnam Open mit Bambang Suprianto. Im Jahr zuvor startete sie mit Flandy Limpele bei den Olympischen Sommerspielen 1996 und wurde dort Fünfte im Mixed. Die Brunei Open 1992 gewann die mit Lilik Sudarwati.

## Erfolge
| Saison | Veranstaltung  | Disziplin   | Platz | Name                               |
| ------ | -------------- | ----------- | ----- | ---------------------------------- |
| 1992   | Brunei Open    | Damendoppel | 1     | Rosalina Riseu / Lilik Sudarwati   |
| 1996   | Thailand Open  | Mixed       | 2     | Flandy Limpele / Rosalina Riseu    |
| 1996   | Olympia        | Mixed       | 5     | Flandy Limpele / Rosalina Riseu    |
| 1997   | Singapur Open  | Mixed       | 1     | Bambang Suprianto / Rosalina Resiu |
| 1997   | Indonesia Open | Mixed       | 2     | Bambang Suprianto / Riesu Rosalina |
| 1997   | Vietnam Open   | Mixed       | 1     | Bambang Suprianto / Rosalina Riseu |